# Herzogiella boliviana
Herzogiella boliviana är en bladmossart som beskrevs av Fleischer in Brotherus 1925. Herzogiella boliviana ingår i släktet spretmossor, och familjen Hypnaceae. Inga underarter finns listade i Catalogue of Life.